# Sci di fondo ai V Giochi olimpici invernali - 50 km maschile
La competizione dei 50 km di sci di fondo ai V Giochi olimpici invernali si è svolta il giorno 6 febbraio 1948 al Olympia-Skistadion di Sankt Moritz.

## Classifica
| Pos.    | Atleta               | Nazione        | Tempo    |
| ------- | -------------------- | -------------- | -------- |
| Oro     | Nils Karlsson        | Svezia         | 3:47'48" |
| Argento | Harald Ericson       | Svezia         | 3:52'20" |
| Bronzo  | Benjam Vanninen      | Finlandia      | 3:57'28" |
| 4       | Pekka Vanninen       | Finlandia      | 3:57'58" |
| 5       | Anders Törnkvist     | Svezia         | 3:58'20" |
| 6       | Edy Schild           | Svizzera       | 4:05'37" |
| 7       | Pekka Kuvaja         | Finlandia      | 4:10'02" |
| 8       | Jaroslav Cardal      | Cecoslovacchia | 4:14'34" |
| 9       | Kristian Bjørn       | Norvegia       | 4:15'21" |
| 10      | Martin Jære          | Norvegia       | 4:17'11" |
| 11      | František Balvín     | Cecoslovacchia | 4:17'51" |
| 12      | Josef Gstrein        | Austria        | 4:21'13" |
| 13      | Cristiano Rodeghiero | Italia         | 4:24'12" |
| 14      | Jože Knific          | Jugoslavia     | 4:26'00" |
| 15      | Franc Smolej         | Jugoslavia     | 4:26'12" |
| 16      | Matevž Kordež        | Jugoslavia     | 4:27'25" |
| 17      | Max Müller           | Svizzera       | 4:30'51" |
| 18      | Silvio Confortola    | Italia         | 4:31'36" |
| 19      | Louis Bourban        | Svizzera       | 4:33'50" |
| 20      | Jaroslav Zajíček     | Cecoslovacchia | 4:44'35" |
| -       | Thomas Dennie        | Canada         | DNF      |
| -       | Vít Fousek Sr.       | Cecoslovacchia | DNF      |
| -       | Victor Borghi        | Italia         | DNF      |
| -       | Thorleif Vangen      | Norvegia       | DNF      |
| -       | Stefano Sommariva    | Italia         | DNF      |
| -       | Arthur Herrdin       | Svezia         | DNF      |
| -       | Leif Haugen          | Norvegia       | DNF      |
| -       | Martti Sipilä        | Finlandia      | DNF      |